# Kéniéba
Kenieba Cercle är en krets i Mali.   Den ligger i regionen Kayes, i den sydvästra delen av landet, 300 km väster om huvudstaden Bamako. Antalet invånare är 194 153. Arean är 35 250 kvadratkilometer.
Terrängen i Kenieba Cercle är huvudsakligen kuperad, men åt nordväst är den platt.